# XX Congresso nazionale del Partito Comunista Cinese
Il XX Congresso del Partito Comunista Cinese (中国共产党第二十次全国代表大会S, Zhōngguó gòngchǎndǎng dì èrshí cì quánguó dàibiǎo dàhuìP) è stata la ventesima edizione dell'organo del Partito Comunista Cinese. Si è svolto nella Grande Sala del Popolo, Pechino, dal 16 al 22 ottobre del 2022.

## Composizione
Il Congresso è stato composto da 2.296 delegati del PCC, eletti dalle 38 unità territoriali, in rappresentanza dei 97,6 milioni di membri del partito. L'elezione dei delegati è iniziata nel novembre 2021 e si è conclusa il 25 settembre 2022. 

## Attività

### La questione di Taiwan
Fra i tanti argomenti discussi, vi è quello riguardo la situazione di Taiwan: Xi Jinping ha dichiarato durante il congresso che "la riunificazione [con Taiwan] ci sarà" e non esclude l'utilizzo della forza per attuare quest'obiettivo. Wei Fenghe - Ministro della difesa nazionale e membro della Commissione militare centrale del Partito Comunista Cinese - ha affermato di "Rimanere altamente vigile e prepararsi alla guerra in ogni momento".
Queste affermazioni hanno portato ad ulteriori tensioni fra Cina e gli Stati Uniti e anche con l'Unione Europea, dal momento che solo ad agosto dello stesso anno dei jet dell'Esercito Popolare di Liberazione avevano violato lo spazio aereo taiwanese il giorno di visita di Nancy Pelosi a Taipei e anche negli scorsi mesi vi sono state minacce da parte di Pechino.

### Costituzione del PCC
La costituzione del Partito Comunista è stata modificata, rafforzando lo status centrale del presidente "nucleo" del Partito. Xi Jinping è stato rieletto per un terzo mandato consecutivo come segretario generale mentre Li Keqiang è stato espulso dal Comitato centrale del Partito Comunista Cinese.

### Allontanamento di Hu Jintao
Il 22 ottobre 2022, ultimo giorno del Congresso, l'anziano ex Presidente della Repubblica Popolare Cinese Hu Jintao viene accompagnato fuori dal Congresso, ufficialmente per presunti motivi di salute, tornando in seguito e sedendosi al fianco di Xi Jinping. Alcune fonti parlano tuttavia di un “accompagnamento coatto”.